# 清家雪子
清家雪子（日语：／ Seike Yukiko */?）是日本的漫画家，以《秒速5厘米》的漫画版及《まじめな時間》等作品知名。2013年至2019年间在讲谈社的《月刊Afternoon》上连载《月に吠えらんねえ》。

## 经历
清家雪子出身爱知县。在立志成为漫画家之前是专攻日本中世纪史及现代史的研究生。常常收集、阅读资料。
2000年夏天，清家雪子在月刊Afternoon主办的アフタヌーン四季賞上以作品《孤陋》获奖（当時23歳）。
2010年7月开始在月刊Afternoon上连载新海誠执导的电影《秒速5厘米》的漫画版。截至2011年末，该作已售出13万部。
2013年开始在月刊Afternoon上连载《月に吠えらんねえ》。2014年4月及10月分别出版第一卷和第二卷单行本。这一以萩原朔太郎、北原白秋、三好達治、室生犀星等人的近代詩歌为主题的作品引起了诗坛的注意。

## 作品
- 秒速5厘米（講談社）漫画版，共2卷
- まじめな時間（1）（2012年・講談社） ISBN 978-4-06-387823-3
- まじめな時間（2）（2012年・講談社） ISBN 978-4-06-387840-0
- 月に吠えらんねえ（講談社）共11卷